# 大頭缺鰭鯰
大頭缺鰭鯰（学名：Kryptopterus macrocephalus）為輻鰭魚綱鯰形目鯰科的一種熱帶淡水魚，其种加词“macrocephalus”意为“大头的”。分布於亞洲印尼、馬來西亞與汶萊淡水流域，體長可達9.7公分，棲息在底中層水域，生活習性不明，可做為食用魚及觀賞魚。